# Chō gekijōban Keroro gunsō 2: Shinkai no princess de arimasu!
Chō gekijōban Keroro gunsō 2: Shinkai no princess de arimasu! (超劇場版 ケロロ軍曹２ 深海のプリンセスであります！?, Chō gekijōban Keroro gunsō 2: Shinkai no purinsesu de arimasu!, lett: "Il sergente Keroro, super versione cinematografica 2: La principessa delle profondità marine, Signorsì!") è un film del 2007 diretto da Susumu Yamaguchi e scritto da Masahiro Yokotani. È il secondo film della serie Keroro.

## Trama
Quando al largo dell'oceano viene scoperta una misteriosa forma di vita Keroro, Fuyuki e gli altri, su invito di Momoka, decideranno di investigare.
Ma quella che era partita come una vacanza, si rivelerà un'avventura senza precedenti per il plotone di Keroro, che dovrà salvare Natsumi, rapita da un misterioso individuo, seguendolo nel mondo subacqueo.

## Chibi Kero: Kero Ball no himitsu!?
È il cortometraggio che precede il film.